# The Jimi Hendrix Experience
The Jimi Hendrix Experience va ser un grup de rock molt influent i de curta existència dels anys 1960, que es va destacar pel virtuosisme del guitarrista Jimi Hendrix, en cançons com Purple Haze, Foxy Lady, Hey Joe, Voodoo Child (Slight Return) i All Along The Watchtower, Little Wing. Si bé Hendrix era el líder i centre d'atenció, els altres dos membres van ser vitals.

## Integrants
- Jimi Hendrix - guitarra, veu principal
- Noel Redding - Baix elèctric, veu
- Mitch Mitchell - Bateria

## Discografia
- Are You Experienced? (UK: maig de 1967; US: agost de 1967) (UK: #2; US: #5)
- Axis: Bold As Love (desembre de 1967) (UK: #5; US: #4)
- Electric Ladyland (setembre de 1968) (UK: #5; US: #1)